# Bridled Island
Bridled Island är en ö i Australien. Den ligger i delstaten Western Australia, omkring 1 300 kilometer norr om delstatshuvudstaden Perth. Arean är 0,30 kvadratkilometer. Den sträcker sig 0,9 kilometer i nord-sydlig riktning, och 0,6 kilometer i öst-västlig riktning.